# Tunélne
Tunélne (en (ucraïnès) Тунельне, en rus: Туннельное) és un poble de la República Autònoma de Crimea a Ucraïna, que el 2014 tenia 85 habitants. Pertany al districte rural de Saki.